# Lasioglossum stictaspis
Lasioglossum stictaspis är en biart som först beskrevs av Sandhouse 1923.  Lasioglossum stictaspis ingår i släktet smalbin, och familjen vägbin. Inga underarter finns listade i Catalogue of Life.